# Marcus A. Coolidge
Marcus A. Coolidge (Westminster, 1865. október 6. – Miami Beach, 1947. január 23.) az Amerikai Egyesült Államok szenátora (Massachusetts, 1931–1937).